# Síndrome de Heerfordt-Waldenstrom
El síndrome de Heerfordt-Waldenström es una combinación de uveoparotiditis, compromiso y parálisis del nervio facial y fiebre, se le denomina uveoparotiditis febril.

## Historia
La condición fue descrita por primera vez en 1909 por el oftalmólogo danés  Christian Frederick Heerfordt, por quien fue nombrado el síndrome.
Se atribuyó inicialmente a una parotiditis, pero después de nuevos estudios por el médico sueco Jan G. Waldenström en 1937,  fue clasificado como una manifestación distinta de sarcoidosis.